# له هوین چائو
له هوین چائو (انگلیسی: Le Huynh Chau؛ متولد ۱۳ نوامبر ۱۹۸۷؛ ساکن شهر هوشی مین) یک تکواندوکار ویتنامی است که در بازی‌های المپیک تابستانی ۲۰۱۲ در وزن ۵۸- کیلوگرم شرکت کرد. وی یکی از بزرگترین مدال آوران تکواندو ویتنام است.